# Mihai Tudose
Mihai Tudose (* 6. března 1967, Brăila) je rumunský politik a člen rumunské sociálnědemokratické strany Partidul Social Democrat (PSD), jenž byl červnu roku 2017 uveden do funkce rumunského předsedy vlády. Dne 15. ledna 2018 rezignoval na svůj úřad, poté co mu byla vyslovena nedůvěra uvnitř strany PSD, které předcházela názorová roztržka s předsedou strany Liviem Dragneaem.

## Životopis

### Předseda vlády Rumunska
Od konce června roku 2017 zastává úřad rumunského předsedy vlády, poté co v něm po zhruba půl roce vládnutí – i díky zákulisním politickým hrám svého stranického předsedy Livia Dragnei – nahradil svého stranického kolegu Sorina Grindeana (SPD), v jehož vládě zastával pozici ministra hospodářství.